# 米丽·鲁宾
米丽·鲁宾（英語：Miri Rubin，1956年1月28日—）是一位英国中世纪史学家，伦敦玛丽王后大学教授，主要作品有《空王冠：中世纪晚期英国史》（The Hollow Crown: A History of Britain in the Late Middle Ages，入选企鹅英国史）、《中世纪》（The Middle Ages，入选牛津通识读本）等。